# Distretto di Hulan
Il distretto di Hulan (呼兰区S, Hūlán QūP) è un distretto della Cina, situato nella provincia di Heilongjiang e amministrato dalla prefettura di Harbin.